# 藤原ゆん
藤原 ゆん（ふじわら ゆん）は、日本の漫画家。デビュー作は『この恋と....。』。

## 略歴
2014年度別マMANGA GP ザ☆デビュー下期において、『この恋と...。』で佳作を受賞。この作品がデビュー作として『別冊マーガレットsister』に掲載された。

## 作品リスト
全て集英社、マーガレットコミックスから刊行されている。
- はつこいのいろ（2016年10月25日発売[1]、『別冊マーガレット』2016年1月号別冊ふろく『dcolle』9号[2]、『別冊マーガレットsister』2016年5月号 春フェスVOL.1[3][4] - 7月号 春フェスVOL.3[5]、ISBN 978-4-08-845662-1、全1巻）
- a Boy. a Girl.（2019年6月25日発売[6][7]、ISBN 978-4-08-844214-3）
  - a Boy. a Girl.（『別冊マーガレット』2019年2月号）
  - ありやなしや[8]（『ザ マーガレット』2018年12月号）
  - 金木犀[9][10]（『別冊マーガレット』2016年11月号）
  - ベイビーベリーキス[11]（『ザ マーガレット』2015年8月号）
  - この恋と...。[12]（『別冊マーガレットsister』2015年5月増刊春号、デビュー作）
- できれば模範解答をもちあるきたい。[13]（2019年、マーガレットコミックスDIGITAL、全4巻（電子書籍））
  1. 2019年9月13日発売[14]、（『別冊マーガレット』2019年6月号[15]）
  2. 2019年9月13日発売[16]、（『別冊マーガレット』2019年7月号）
  3. 2019年9月25日発売[17]、（『別冊マーガレット』2019年8月号）
  4. 2019年10月13日発売[18]、（『別冊マーガレット』2019年9月号[19]）

### イラスト
- （タイトルなし）[2]（『別冊マーガレット』2016年1月号別冊ふろく『dcolle』9号）
- （タイトルなし）[20]（『別冊マーガレット』2020年2月号別冊ふろく『バレンタイン直前♥告白特集』）
- ウソカレ!?（著者：神戸遥真、集英社みらい文庫、全5巻）
  1. ウソカレ!? この“恋”はだれにもナイショです（2020年5月22日発売[21]、ISBN 978-4-08-321575-9）
  2. ウソカレ!? はじめての“デート”は波乱の予感です（2020年10月23日発売[22]、ISBN 978-4-08-321606-0）
  3. ウソカレ!?“好き”ってどんな気持ちですか（2021年3月19日発売[23]、ISBN 978-4-08-321635-0）
  4. ウソカレ!?ほんとの“カノジョ”になれますか（2021年7月16日発売[24]、ISBN 978-4-08-321660-2）
  5. ウソカレ!?“ウソなし”の恋をはじめます（2021年12月17日発売[25]、ISBN 978-4-08-321693-0）
- 雨宮くんにはウラがある!? ないしょの放課後授業（著者：夜野せせり、PHPジュニアノベル、2024年6月11日発売[26]、ISBN 978-4-569-88171-3）

### 単行本未収録作品
- 1億年のボーイフレンド[27]（『別冊マーガレット』2015年9月号別冊ふろく『dcolle』5号）
- Special Comic ハリSTORY[28]（『LEE』2017年10月号）
- 小さな恋のお話[20]（『別冊マーガレット』2020年2月号別冊ふろく『バレンタイン直前♥告白特集』）
- トモダチの話なんだけど[29]（『別冊マーガレット』2021年5月号）
- 春ちるさくら[30]（『別冊マーガレット』2021年10月号）
- 好きな人のいる教室[31]（『別冊マーガレット』2023年4月号）

## 関連人物
- 夜野天[32] - 日本の漫画家。アシスタント経験者。